# Fröschhof
Fröschhof ist ein Gemeindeteil der Gemeinde Schönbrunn im Steigerwald im oberfränkischen Landkreis Bamberg in Bayern.

## Geographie
Der Weiler liegt im Steigerwald etwa 500 Meter nördlich von Zettmannsdorf und vier Kilometer nordwestlich des Hauptortes. Vom Gemeindezentrum erreicht man den Weiler über die Staatsstraße 2279 und eine Gemeindeverbindungsstraße.